# Zaprudni
Zaprudni - Запрудный (rus) és un possiólok del krai de Krasnodar, a Rússia. Es troba a 7 km al sud de Krílovskaia i a 154 km al nord-est de Krasnodar, la capital. Pertany al municipi d'Oktiàbrskaia.